# 寄性獣医・鈴音
『寄性獣医・鈴音』（きせいじゅうい・すずね）は、春輝による日本の漫画作品。2005年1月より『ドキッ!』（竹書房）で連載開始され、『ビタマン』（同社刊）を経て、2年ぶりに再開し、『月刊キスカ』（同社刊）にて2016年6月号から連載され、2021年12月号で完結。2021年4月時点で電子版を含めた累計発行部数は150万部を突破している。
本作は、寄性獣医である有薗鈴音が、催淫作用を引き起こす謎の生物：Parasite（寄生虫）を回収し殲滅するため、鬼頭グループと戦う物語である。

## あらすじ
「鈴音 胎動の章」（Parasite1 - 17）
ちまたでは淑女たちが淫靡に発情する騒ぎが起きており、美少女ドクター鈴音は、サプリメントとして売られていた催淫作用を引き起こす寄生虫が原因であると突き止め、回収した。
鈴音は父を探して、製造元である鬼頭財団の屋敷に侵入するが、父の知り合いの尚美によって、鈴音は自らの身体にいる蟲「真祖」を胎動せられる形で動きを止められた。鈴音が気がつくと、屋敷には鬼頭財団の御曹司・高哉とその親友・忠直しかおらず、他の者はいなかった。
その後鈴音は3日間寝込み、高哉と忠直は行くとこがないため、本間動物病院に居候することとなった。
鈴音はさらにその後も、ある芸能プロダクションに所属するアイドルから蟲サプリを回収したが、上草あさみが使用していた蟲サプリの最終形態については尚美に回収された。
ある日、鈴音は本間の依頼により「巨乳獣医」テレビの宣伝のため芸能プロダクションを訪れた。そこで鈴音は尚美と再会し、取引の末に「鬼頭財団の目的」と「有薗博士が何を作ったか」を聞かされ、鬼頭財団につながる「芸能プロダクション」は、アイドルを寄生虫のモルモットにしていたことを明かした。
「鈴音 覚醒の章」（Parasite18 - 35）
破かれた衣服の代わりを得るために訪れた芸能プロダクションの衣装部屋にて、鈴音の妹・しのぶが尚美に拳銃で発砲し、鈴音と尚美は7Fの衣装部屋の窓から飛び降りた。鈴音は蟲「真祖」の再生能力で無事であった。
「鈴音 欲情の章」（Parasite36 - 51）
尚美とはぐれた鈴音は、メイドとして財団の研究施設に潜入していた二重スパイのセツナの先導により脱出をはかった。鈴音を奪還しようとした尚美は、施設のコントロールルームのボタンを適当に押し、蟲憑きの動物を解放させてしまう。
「鈴音 研究の章」（Parasite52 - ）
恩師の城田教授のパーテイに出席していた鈴音は、鬼頭財団の研究施設から逃げた怪鳥に襲われた。鈴音は助けられた城田教授の説得を受け、彼のもとにとどまることにした。
その後、鈴音は相棒のカエル・カンテツ君を探していたときにいた市川の蟲を回収した。
警備員の巴絵は、本間動物病院で催淫蟲の快楽体験を受けた。巴絵は動物病院に勤務する鈴音を怪しいと思って尾行し、鬼頭研究所の地下施設にたどり着いた。鉢合わせた鈴音と巴絵は寄生虫の実験体に遭遇するも、永瀬実験体が蟲を回収した。その後、門松兄妹実験体に遭遇するが、鈴音の蟲「真祖」が覚醒し門松兄妹は解放された。 永瀬実験体は、鈴音の蟲「真祖」で抹殺。鈴音と巴絵は、永瀬助手と城田教授に助けられた。
鈴音は、巴絵の体に生えている蟲が父の研究対象であることに気づき、調査・研究を開始した。

## 登場人物

### 本間動物病院
有薗 鈴音（ありぞの すずね）
獣医師と医師の資格を持つ美少女。ショートヘア。ボンデージ。住み込みで本間動物病院勤務。
自らの体内に強い能力を持つ蟲「真祖」と向き合う。父である有薗博士を探す中、蟲「真祖」の秘密を知る者たちと対峙する。城田教授のもとに匿われていた。
カンテツ
有薗博士が残した雄のカエル。鈴音のペットであると同時に相棒でもあり、鈴音の性欲を抑制するリミッターとしての役割を果たす。寄生虫が大好物であり、長い舌で寄生虫を女性器から取り除く役目を担う。
相原 尚美（あいはら なおみ）
鈴音の父と寄生虫の軍事研究に携わっていた美女で、自身も寄生虫の宿主である。当初は高哉の家庭教師を務めていたが、のちにその職を解かれ、本間動物病院に居候している。サディズム。
ロングヘア。ムチの使い手。チャイナドレスロングスカート。
本間（ほんま）
動物病院院長。有薗博士の後輩で鈴音の育ての親。男色家。
忠直（ただなお）
高哉の親友。葵の彼氏。本間動物病院に居候。
葵（あおい）
本間動物病院に看護師として勤務する女性で、忠直とは恋人同士である。
巴絵（ともえ）
警備会社の警備員。爆乳スレンダー。ショートヘア。
鈴音を尾行してたどりついた鬼頭研究所の地下施設で蟲に取りつかれてしまう。

### 重要人物
鬼頭 高哉（きとう たかや）
鬼頭権蔵の息子で、父親とは対立している。鈴音のフィアンセ。本間動物病院に居候。桐島に拘束監禁されていた鈴音を助けにしのぶと訪れた後、鬼頭グループに拘束監禁された。監禁された鬼頭財団の研究施設が崩壊後は消息不明。
有薗博士（ありぞのはかせ）
鈴音の父である寄生獣医。寄生虫学の権威で、催淫寄生虫を開発し、さらには軍事用寄生虫の開発に乗り出した。
有薗玲奈
鈴音の母

### 鬼頭財団
鬼頭 権蔵（きとう ごんぞう）
ヤミ金の大手・鬼頭グループの総帥。高哉の父であり、権藤の弟の娘・しのぶの育ての親でもある。鈴音と交わることで自らの寄生虫の強化を図る。
しのぶ
鈴音の妹。権藤の弟の娘だが、権藤の養女でもある。能力の高い寄生虫を宿している。鈴音をライバル視していると同時に、養父を憎んでいる。
セツナ
鈴音が尚美にはぐれて、鬼頭財団の研究施設内で出会ったメイド。爆乳スレンダー。高度な体術を有している。鬼頭グループの関係者であると同時に、鬼頭グループとは別の研究医たちの2つの組織に所属する二重スパイでもある。

### 城田教授
城田教授（しろたきょうじゅ）
鈴音の恩師。寄生虫に精通する大学教授。有薗博士も教え子であり、過去に人体実験に協力していた。
永瀬 勝（ながせ まさる）
城田教授の助手。

### 芸能プロダクション
ナツミ
芸能プロダクションのアイドル。催淫虫に取り付かれる。
ミホ
芸能プロダクションのアイドル。催淫虫に取り付かれる。鈴音に回収された。爆乳スレンダー。セミロングヘア。
ミホのマネジャー
芸能プロダクションのマネジャー。
元プロレスラー
ミホの伯父の警備員。高哉に殴られてクビになる。
春菜（はるな）
芸能プロダクションのアイドル。爆乳スレンダー。ロングヘア。催淫虫に取り付かれる。鈴音に回収された。
桐島（きりしま）
プロデューサー。 上草あさみの彼氏。
上草あさみ（うえぐさあさみ）
芸能プロダクションの人気アイドル。原因不明で倒れる。威圧感を持つ寄生虫（蟲サプリの最終形態）。尚美に回収された。桐島の彼女。爆乳スレンダー。ロングヘア。

### 鈴音の患者
松下（まつした）
セミロングヘアのOL。作中で初めて鈴音に蟲を取り除かれたキャラクター。
中田（なかた）
作中では3度登場。電車内で松下に痴漢していたシーンが初出で当初は名前がなかった。
政治家の秘書。鈴音に2度痴漢を止められる。
部長
松下の上司。松下と一緒になる。
由紀（ゆき）
忠雄の妻。忠雄にDVをうける。爆乳スレンダー。ポニーテール。
忠雄（ただお）
由紀の夫。
ユイ
フェレット（みゅうちゃん）の飼い主。巨乳スレンダー。セミロングヘア。
坂井女史（さかいじょし）
36歳の女史。アンチエイジングの薬。爆乳スレンダー。ポニーテール。
門松兄（かどまつあに）
奇術師。 病院で入院していた。後に門松女史の義理の兄として登場。
門松女史（かどまつじょし）
奇術師。義兄の両親のマジックの失敗で両親を亡くす。巨乳スレンダー。セミロングヘア。
新庄先生（しんじょうせんせい）
幼稚園の保母。ヒロキ君のお父さんと結婚。爆乳スレンダー。ポニーテール。
若葉（わかば）
居酒屋の若女将。爆乳スレンダー。ポニーテール。
市川（いちかわ）
若葉の居酒屋の常連客。寄生蟲宿主を鈴音が回収。

### その他
沙也（さや）
忠直のバイト先の店長のコスプレ嬢。爆乳スレンダー。ストレートロングヘア。
豊泉医師（とよいずみいし）
本間の友達。開業医。ニックネーム「ゲンちゃん」。
拓（たく）
忠直の友達。ニートで引きこもりのアイドル好きな巨漢。忠直に依頼され、鈴音が拉致された桐島プロデューサーの芸能プロダクションの情報収集を行う。
ベルちゃん
真祖付き雌カエル。ベルツノガエル。

## 設定・用語
Parasite（パラサイト）
寄生虫。
Parasite Doctor（パラサイト ドクター）
寄性獣医。
メルトダウン
多数の寄生蟲が混ざり合って競合している状態で、じきに宿主自身を攻撃して肉体崩壊を起こす。

### PARASITE
アンチエイジングの薬
鬼頭財団の研究施設製造の蟲サプリ。
木偶（でぐ）。
鬼頭財団の研究施設内、寄生虫の実験体。
鈴音が権蔵のSEX後、鈴音のSEX相手。アレの周りに5重の触手があった。
鈴音の蟲「真祖」が覚醒後、抹殺。
蟲
本間動物病院で巴絵と尚美と鈴音が遭遇。鈴音が抹殺。
怪鳥
鬼頭財団の研究施設の檻から尚美が出す。城田教授のパーテイに出席していた場所で遭遇し、永瀬が撃退。
異形のモルモット
鬼頭財団の研究施設の檻から抜け出し、本間動物病院で葵と尚美が遭遇した個体で、メルトダウンを引き起こした。
水色の鳩
有薗博士の鳩。門松兄妹が飼育。
寄生虫の実験体
鬼頭研究所に潜入した地下施設で鈴音と巴絵が遭遇。鬼頭財団の研究施設の残党木偶。 永瀬実験体により駆除。
門松兄妹実験体
鬼頭研究所に潜入した地下施設で鈴音と巴絵が遭遇。鈴音の蟲「真祖」が覚醒し門松兄妹は解放された。
永瀬実験体
鬼頭研究所に潜入した地下施設で鈴音と巴絵が遭遇。鈴音の蟲「真祖」で抹殺。
蟲「真祖」
「高哉」という言葉で鈴音は、正気を取り戻し、快楽地獄から脱出。
バケモノ
鬼頭財団の研究施設で育てた。
蟲「真祖」の管理者
蟲「真祖」を白い玉スポンジにより管理する。
永瀬クローン
城田教授の大学研究施設のパパの元研究室で鈴音が遭遇。窓から侵入してきたしのぶにより抹殺。

## 映画

### 寄性獣医・鈴音 GENESIS×EVOLUTION
全2部作。『寄性獣医・鈴音 GENESIS』は2011年11月26日に、『寄性獣医・鈴音 EVOLUTION』は2011年12月3日に劇場公開。R15+指定作品。

#### スタッフ
- 監督： 金田龍[2]
- 脚本： 藤岡美暢（GENESIS）、小林雄次

#### キャスト
- 有薗鈴音 - 吉井怜
- 相原尚美 - 神楽坂恵
- 鬼頭高哉 - 高野八誠

## 書誌情報

### 漫画
- 春輝 『寄性獣医・鈴音』 竹書房〈バンブーコミックス〉、全14巻
  1. 2005年12月7日発売[24]、ISBN 978-4-8124-6411-3
  2. 2008年7月26日発売[25]、ISBN 978-4-8124-6855-5
  3. 2010年5月17日発売[26]、ISBN 978-4-8124-7273-6
  4. 2011年6月17日発売[27]、ISBN 978-4-8124-7594-2
  5. 2012年3月17日発売[28]、ISBN 978-4-8124-7752-6
  6. 2012年12月7日発売[29]、ISBN 978-4-8124-8058-8
  7. 2016年11月7日発売[30]、ISBN 978-4-8019-5676-6
  8. 2017年10月17日発売[31]、ISBN 978-4-8019-6019-0
  9. 2018年6月7日発売[32]、ISBN 978-4-8019-6280-4
  10. 2019年2月27日発売[33]、ISBN 978-4-8019-6530-0
  11. 2019年6月27日発売[34]、ISBN 978-4-8019-6648-2
  12. 2020年5月29日発売[35]、ISBN 978-4-8019-6990-2
  13. 2021年4月30日発売[36]、ISBN 978-4-8019-7238-4
  14. 2022年2月25日発売[37]、ISBN 978-4-8019-7548-4
- 春輝 『寄性獣医・鈴音』【廉価版】、竹書房〈バンブーコミックス〉
  1. 「胎動の章」2014年9月8日発売[38]、ISBN 978-4-8124-8662-7
  2. 「覚醒の章」2014年10月8日発売[39]、ISBN 978-4-8124-8669-6
  3. 「欲情の章」2015年1月7日発売[40]、ISBN 978-4-8124-8690-0
- 春輝 『寄性獣医・鈴音』 電子書籍【分冊版】単話 竹書房〈バンブーコミックス〉71話まで配信中。

### 小説
- 春輝（原作） / 藤岡美暢・小林雄次（脚本） / 佐野晶（著）『寄性獣医 鈴音 SUZUNE: GENESIS×EVOLUTION』 竹書房〈竹書房文庫〉、2011年11月17日発売[41]、ISBN 978-4-8124-4804-5
  - 映画『寄性獣医・鈴音 GENESIS×EVOLUTION』のノベライズ。